# Донато-Герра (муниципалитет)
Донато-Герра (исп. Donato Guerra) — муниципалитет в Мексике, входит в штат Мехико. Население — 29 621 человек.